# Associazione Sportiva Fidelis Andria 2003-2004
Questa pagina raccoglie le informazioni riguardanti l'Associazione Sportiva Fidelis Andria nelle competizioni ufficiali della stagione 2003-2004.

## Rosa
| N. |                   | Ruolo | Calciatore                |
| -- | ----------------- | ----- | ------------------------- |
|    | Italia (bandiera) | D     | Antonio Abruzzese         |
|    | Italia (bandiera) | P     | Lorenzo Bucchi            |
|    | Italia (bandiera) | C     | Domenico Carlucci         |
|    | Italia (bandiera) | D     | Carmine Cioffi            |
|    | Italia (bandiera) | C     | Vittorio Costa            |
|    | Italia (bandiera) | A     | Sergio Di Corcia          |
|    | Italia (bandiera) | D     | Luigi Di Simone           |
|    | Italia (bandiera) | D     | Stefano Fumagalli         |
|    | Italia (bandiera) | A     | Umberto Gragnaniello      |
|    | Italia (bandiera) | C     | Cosimo Damiano Laboragine |
|    | Italia (bandiera) | C     | Antonio La Cava           |
|    | Italia (bandiera) | C     | Rosario La Marca          |
|    | Italia (bandiera) | C     | Vincenzo Lanotte          |

| N. |                    | Ruolo | Calciatore          |
| -- | ------------------ | ----- | ------------------- |
|    | Italia (bandiera)  | C     | Francesco La Rosa   |
|    | Italia (bandiera)  | D     | Stefano Mastroianni |
|    | Italia (bandiera)  | A     | Antonio Minadeo     |
|    | Italia (bandiera)  | A     | Rocco Napoli        |
|    | Italia (bandiera)  | A     | Daniele Nohman      |
|    | Brasile (bandiera) | A     | Paco Soares         |
|    | Italia (bandiera)  | D     | Alessandro Radi     |
|    | Italia (bandiera)  | A     | Salvatore Rizzi     |
|    | Italia (bandiera)  | P     | Pantaleo Roca       |
|    | Italia (bandiera)  | C     | Sirio Silvestri     |
|    | Italia (bandiera)  | C     | Andrea Tricarico    |
|    | Italia (bandiera)  | D     | Alessandro Turone   |